# Megaesthesiinae
Megaesthesiinae is een onderfamilie van kreeftachtigen uit de klasse van de Malacostraca (hogere kreeftachtigen).

## Geslacht
- Megaesthesius Rathbun, 1909